# Cersosimo
Cersosimo ist eine süditalienische Gemeinde (comune) in der Provinz Potenza in der Basilikata mit etwa 513 Einwohnern (Stand am 31. Dezember 2023). Die Gemeinde liegt etwa 80,5 Kilometer südsüdöstlich von Potenza im Nationalpark Pollino, gehört zur Comunità montana Val Sarmento und grenzt unmittelbar an die Provinzen Matera und Cosenza (Kalabrien).

## Verkehr
Durch die Gemeinde führt die Strada Statale 481 della Valle del Ferro von Noepoli nach Amendolara.